# Fadenstärke
| USP  | metrisch | mm-Bereich  |
| ---- | -------- | ----------- |
| 12-0 | 0,01     | 0,005–0,009 |
| 11-0 | 0,1      | 0,010–0,019 |
| 10-0 | 0,2      | 0,020–0,029 |
| 9-0  | 0,3      | 0,030–0,039 |
| 8-0  | 0,4      | 0,040–0,049 |
| 7-0  | 0,5      | 0,050–0,059 |
| 6-0  | 0,7      | 0,070–0,079 |
| 5-0  | 1        | 0,100–0,149 |
| 4-0  | 1,5      | 0,150–0,199 |
| 3-0  | 2        | 0,200–0,249 |
| 2-0  | 2,5      | 0,250–0,299 |
| 1-0  | 3        | 0,300–0,349 |
| 0    | 3,5      | 0,350–0,399 |
| 1    | 4        | 0,400–0,499 |
| 2    | 5        | 0,500–0,599 |
| 3+4  | 6        | 0,600–0,699 |
| 5    | 7        | 0,700–0,799 |
| 6    | 8        | 0,800–0,899 |
| 7    | 9        | 0,900–0,999 |
| 8    | 10       | 1,000–1,099 |

Mit Fadenstärke wird der Durchmesser von chirurgischem Nahtmaterial bezeichnet.
Für die Haltbarkeit einer chirurgischen Naht ist neben dem Knoten die Reißfestigkeit des Fadens ausschlaggebend. Sie hängt vom verwendeten Material und von der Fadenstärke ab. Allgemein gilt, dass das Nahtmaterial eine hinreichende Reißfestigkeit sicher gewährleisten muss und so dünn wie möglich gewählt wird, um die Gewebsschädigung gering zu halten. Dabei sind monofile Fäden aufgrund ihres Aufbaus weniger traumatisierend als multifile (polyfile) Fäden und stellen, bedingt durch den geringer ausgeprägten Kapillareffekt, ein kleineres Risiko für das Eindringen von Bakterien in die Wunde dar. Bei resorbierbarem Nahtmaterial hat die Dicke einen wesentlichen Einfluss auf den vom Körper zu leistenden Auflösungsprozess beziehungsweise dessen Dauer.
Die auf einer Verpackung aufgedruckte Fadenstärke ist immer die Mindestdicke. Zumeist liegt die tatsächliche Fadenstärke etwas darüber, doch jeweils unterhalb der oberen Bereichsgrenze. Zur Angabe der Fadenstärke sind zwei verschiedene Maßsysteme gebräuchlich
- das amerikanische USP-System (United States Pharmacopeia)
- und das metrische EP-System (Europäische Pharmakopoe) in Zehntel Millimeter.

Das amerikanische System definiert als Fadenstärke 0 für synthetisches Nahtmaterial eine Dicke von 0,350 bis 0,399, für natürliches eine Dicke von 0,400 bis 0,499, der Ausgangswert ist also nach Grundmaterial unterschiedlich. Dickere Fäden werden im USP-System fortlaufend ganzzahlig hochnummeriert, dünnere Fäden mit „/0“ oder „-0“, also 2/0, 3/0  usw. gekennzeichnet.